# Gomphus africanus
Gomphus africanus är en svampart som beskrevs av R.H. Petersen 1976. Gomphus africanus ingår i släktet Gomphus och familjen Gomphaceae.   Inga underarter finns listade i Catalogue of Life.